# Vale de Afonsinho
Vale de Afonsinho é uma localidade portuguesa do Município de Figueira de Castelo Rodrigo que foi sede da extinta Freguesia de Vale de Afonsinho, freguesia que tinha 13,14 km² de área e 83 habitantes (2011), e, por isso, uma densidade populacional de 6,3 hab/km².
A Freguesia de Vale de Afonsinho foi extinta em 2013, no âmbito de uma reforma administrativa nacional, para, em conjunto com as Freguesias de Algodres e Vilar de Amargo, formar uma nova freguesia denominada União das Freguesias de Algodres, Vale de Afonsinho e Vilar de Amargo com a sede em Algodres.
Antigamente freguesia de São Gregório, pertenceu ao termo de Castelo Rodrigo.

## Património
- Sítio de Arte Rupestre do Vale do Côa (Vale de Afonsinho)

## População
| Totais e grupos etários | Totais e grupos etários | Totais e grupos etários | Totais e grupos etários | Totais e grupos etários | Totais e grupos etários | Totais e grupos etários | Totais e grupos etários | Totais e grupos etários | Totais e grupos etários | Totais e grupos etários | Totais e grupos etários | Totais e grupos etários | Totais e grupos etários | Totais e grupos etários | Totais e grupos etários |
| ----------------------- | ----------------------- | ----------------------- | ----------------------- | ----------------------- | ----------------------- | ----------------------- | ----------------------- | ----------------------- | ----------------------- | ----------------------- | ----------------------- | ----------------------- | ----------------------- | ----------------------- | ----------------------- |
|                         | 1864                    | 1878                    | 1890                    | 1900                    | 1911                    | 1920                    | 1930                    | 1940                    | 1950                    | 1960                    | 1970                    | 1981                    | 1991                    | 2001                    | 2011                    |
|                         | 230                     | 257                     | 263                     | 325                     | 339                     | 304                     | 272                     | 292                     | 299                     | 296                     | 181                     | 180                     | 155                     | 122                     | 83                      |
| i)                      |                         |                         |                         |                         |                         |                         |                         |                         |                         |                         |                         |                         |                         | 7                       | 2                       |
| ii)                     |                         |                         |                         |                         |                         |                         |                         |                         |                         |                         |                         |                         |                         | 15                      | 5                       |
| iii)                    |                         |                         |                         |                         |                         |                         |                         |                         |                         |                         |                         |                         |                         | 66                      | 43                      |
| iv)                     |                         |                         |                         |                         |                         |                         |                         |                         |                         |                         |                         |                         |                         | 34                      | 33                      |

```
i)
 0 aos 14 anos;
 ii)
 15 aos 24 anos; 
iii)
 25 aos 64 anos; 
iv)
 65 e mais anos	
```